# Campionat d'Anglaterra de rugbi a 15 2016-2017
El Campionat d'Anglaterra de rugbi a 15 2016-2017 on el vigent campió són els Saracens que defensen el títol aconseguit l'any anterior, s'inicià el 2 de setembre del 2016 i acabà el 27 de maig del 2017. Els Saracens van aconseguir la temporada passada llur primer doblet de la seva història ganyant la Copa d'Europa i el campionat nacional van conservar llur títol de campió. A la fi de la fase preliminar, Exeter va classificar-se per a les semifinal i van revenjar-se enfront dels Saracens per 18 a 16. Després de la pròrroga de la final, va aconseguir el títol de campió enfront dels London Wasps per 23 a 20.

## Fase preliminar
| Clubs              | BaR     | BR      | ER      | GRFC    | H       | LT      | LW      | NF      | NS      | SS      | S       | WW      |
| ------------------ | ------- | ------- | ------- | ------- | ------- | ------- | ------- | ------- | ------- | ------- | ------- | ------- |
| Bath Rugby         |         | 16 – 9  | 11 – 17 | 44 – 20 | 22 – 12 | 27 – 21 | 3 – 24  | 58 – 5  | 32 – 30 | 30 – 3  | 14 – 11 | 37 – 22 |
| Bristol Rugby      | 12 – 11 |         | 17 – 41 | 14 – 32 | 8 – 42  | 16 – 21 | 21 – 36 | 27 – 39 | 10 – 32 | 13 – 31 | 0 – 39  | 28 – 20 |
| Exeter Rugby       | 10 – 13 | 38 – 34 |         | 27 – 27 | 36 – 25 | 31 – 10 | 35 – 35 | 36 – 14 | 36 – 12 | 30 – 25 | 13 – 34 | 57 – 22 |
| Gloucester RFC     | 6 – 15  | 26 – 18 | 20 – 34 |         | 27 – 30 | 31 – 38 | 36 – 18 | 13 – 18 | 12 – 13 | 39 – 30 | 31 – 23 | 55 – 19 |
| Harlequins         | 21 – 20 | 21 – 19 | 26 – 39 | 28 – 24 |         | 27 – 18 | 32 – 13 | 53 – 17 | 20 – 9  | 29 – 26 | 17 – 10 | 36 – 14 |
| Leicester Tigers   | 34 – 14 | 50 – 17 | 15 – 34 | 34 – 9  | 25 – 6  |         | 22 – 34 | 30 – 3  | 19 – 11 | 41 – 18 | 12 – 16 | 34 – 13 |
| London Wasps       | 40 – 26 | 70 – 22 | 25 – 20 | 35 – 22 | 47 – 18 | 22 – 16 |         | 31 – 6  | 32 – 30 | 34 – 24 | 35 – 15 | 40 – 33 |
| Newcastle Falcons  | 24 – 22 | 19 – 14 | 19 – 32 | 16 – 14 | 38 – 32 | 13 – 14 | 30 – 34 |         | 46 – 31 | 19 – 17 | 27 – 35 | 16 – 14 |
| Northampton Saints | 14 – 18 | 32 – 26 | 20 – 19 | 23 – 20 | 22 – 20 | 31 – 36 | 15 – 20 | 16 – 22 |         | 24 – 5  | 25 – 27 | 24 – 14 |
| Sale Sharks        | 27 – 24 | 23 – 24 | 3 – 21  | 13 – 26 | 19 – 10 | 34 – 30 | 34 – 28 | 26 – 24 | 12 – 32 |         | 13 – 28 | 36 – 26 |
| Saracens           | 53 – 10 | 27 – 9  | 13 – 13 | 24 – 20 | 40 – 19 | 24 – 10 | 30 – 14 | 21 – 6  | 27 – 12 | 29 – 18 |         | 35 – 3  |
| Worcester Warriors | 25 – 19 | 41 – 24 | 32 – 48 | 23 – 23 | 24 – 17 | 23 – 28 | 12 – 26 | 11 – 9  | 17 – 18 | 34 – 34 | 24 – 18 |         |

## Classificació
| Classificació general del Premiership | Classificació general del Premiership | Classificació general del Premiership | Classificació general del Premiership | Classificació general del Premiership | Classificació general del Premiership | Classificació general del Premiership | Classificació general del Premiership | Classificació general del Premiership | Classificació general del Premiership | Classificació general del Premiership | Classificació general del Premiership | Classificació general del Premiership | Classificació general del Premiership | Classificació general del Premiership |
| Class.                                | Clubs                                 | Pts                                   | J                                     | G                                     | E                                     | P                                     | B0                                    | BD                                    | pf                                    | pc                                    | p±                                    | af                                    | ac                                    | a±                                    |
| ------------------------------------- | ------------------------------------- | ------------------------------------- | ------------------------------------- | ------------------------------------- | ------------------------------------- | ------------------------------------- | ------------------------------------- | ------------------------------------- | ------------------------------------- | ------------------------------------- | ------------------------------------- | ------------------------------------- | ------------------------------------- | ------------------------------------- |
| 1.                                    | London Wasps                          | 84                                    | 22                                    | 17                                    | 1                                     | 4                                     | 13                                    | 1                                     | 693                                   | 502                                   | 191                                   | 89                                    | 61                                    | 28                                    |
| 2.                                    | Exeter Chiefs                         | 84                                    | 22                                    | 15                                    | 3                                     | 4                                     | 15                                    | 3                                     | 667                                   | 452                                   | 215                                   | 86                                    | 55                                    | 31                                    |
| 3.                                    | Saracens                              | 77                                    | 22                                    | 16                                    | 1                                     | 5                                     | 8                                     | 3                                     | 579                                   | 345                                   | 234                                   | 66                                    | 28                                    | 38                                    |
| 4.                                    | Leicester Tigers                      | 66                                    | 22                                    | 14                                    | 0                                     | 8                                     | 6                                     | 4                                     | 567                                   | 445                                   | 122                                   | 58                                    | 48                                    | 10                                    |
| 5.                                    | Bath Rugby                            | 59                                    | 22                                    | 12                                    | 0                                     | 10                                    | 5                                     | 6                                     | 486                                   | 440                                   | 46                                    | 52                                    | 49                                    | 3                                     |
| 6.                                    | Harlequins                            | 52                                    | 22                                    | 11                                    | 0                                     | 11                                    | 5                                     | 3                                     | 532                                   | 526                                   | 6                                     | 57                                    | 59                                    | -2                                    |
| 7.                                    | Northampton Saints                    | 52                                    | 22                                    | 10                                    | 0                                     | 12                                    | 5                                     | 7                                     | 476                                   | 490                                   | -14                                   | 52                                    | 50                                    | 2                                     |
| 8.                                    | Newcastle Falcons                     | 49                                    | 22                                    | 10                                    | 0                                     | 12                                    | 5                                     | 4                                     | 430                                   | 581                                   | -151                                  | 51                                    | 73                                    | -22                                   |
| 9.                                    | Gloucester RFC                        | 46                                    | 22                                    | 7                                     | 2                                     | 13                                    | 6                                     | 8                                     | 533                                   | 537                                   | -4                                    | 61                                    | 64                                    | -3                                    |
| 10.                                   | Sale Sharks                           | 40                                    | 22                                    | 7                                     | 1                                     | 14                                    | 6                                     | 4                                     | 471                                   | 595                                   | -124                                  | 55                                    | 70                                    | -15                                   |
| 11.                                   | Worcester Warriors                    | 33                                    | 22                                    | 5                                     | 2                                     | 15                                    | 5                                     | 4                                     | 466                                   | 662                                   | -196                                  | 56                                    | 74                                    | -18                                   |
| 12.                                   | Bristol Rugby                         | 20                                    | 22                                    | 3                                     | 0                                     | 19                                    | 2                                     | 6                                     | 382                                   | 707                                   | -325                                  | 42                                    | 94                                    | -52                                   |

## Fase final
| Semifinals   | Semifinals | Semifinals       |
| ------------ | ---------- | ---------------- |
| Exeter Rugby | 18 – 16    | Saracens         |
| London Wasps | 21 – 20    | Leicester Tigers |

| Final        | Final   | Final        |
| ------------ | ------- | ------------ |
| London Wasps | 20 – 23 | Exeter Rugby |

| Campió       |
| ------------ |
| Exeter Rugby |